# HD 132145
HD 132145，又名BD+22 2764，SAO 83596、HR 5574，是一颗恒星，视星等为6.49，位于銀經28.8，銀緯60.93，其B1900.0坐标为赤經14h 52m 33.2s，赤緯+21° 60.93′ 31″。